# Aeodes
Aeodes, rod crvenih algi iz porodice Halymeniaceae, dio reda Halymeniales. Tri su priznate vrste unutar roda, od kojih je tipična A. nitidissima J.Agardh, morska alga opisana 1876. po primjerku otkrivenom kod Taurange uz obalu Novog Zelanda

## Vrste
1. Aeodes digitata F.Schmitz
2. Aeodes dilatata Yamada
3. Aeodes nitidissima J.Agardh